# Warren Hellman
F. Warren Hellman (25 de julio de 1934 - 18 de diciembre de 2011) fue un inversor de capital privado estadounidense y cofundador de Hellman & Friedman, una firma de capital privado multimillonaria.
Hellman también cofundó Hellman, Ferri Investment Associates, hoy conocida como Matrix Partners. Inició y financió el festival Hardly Strictly Bluegrass. Hellman murió el 18 de diciembre de 2011 por complicaciones de su tratamiento para la leucemia.

## Vida y educación tempranas
Hellman nació en una familia judía en Nueva York y pasó su primera infancia en Manhattan, hijo de Ruth (de soltera Koshland) y Marco "Mick" Hellman. Su bisabuelo fue Isaias W. Hellman. Durante la Segunda Guerra Mundial, su familia se mudó a Vacaville, California, donde su padre sirvió como Mayor en el Ejército y su madre trabajó como Piloto de Servicio de la Fuerza Aérea Femenina, volando aviones militares de fábricas de aviones a bases. Después de la guerra, se mudaron a San Francisco donde se graduó de la Lowell High School. En 1955 se graduó de la Universidad de California en Berkeley y en 1959 se graduó con un M.B.A. de la Escuela de negocios Harvard.

## Carrera
Después de sus estudios, trabajó en la banca de inversión en Lehman Brothers convirtiéndose en socio a los 28 años, el más joven en la historia de la empresa. En 1973 fue nombrado presidente y jefe de la banca de inversión y también jefe de la División de Banca de Inversión y Presidente de Lehman Corporation. En 1977, se trasladó a Boston y cofundó con Paul J. Ferri una empresa de capital riesgo, Hellman, Ferri Investment Associates (posteriormente rebautizada como Matrix Partners), un inversor en fase inicial en SanDisk y Apple. En 1984, se trasladó de nuevo a San Francisco y cofundó la empresa de compra de participaciones, Hellman & Friedman, con Tully Friedman, donde fue presidente de la empresa y miembro de los Comités de Inversión y Compensación de la empresa.
La estrategia de Hellman & Friedman fue comprar compañías con gran agudeza intelectual (típicamente compañías de servicios financieros o de software) y poco activos físicos (como fabricantes) con fuertes flujos de caja que necesitan mejoras operativas. En 1995, la firma compró Levi Strauss & Co. a 250 accionistas familiares y la consolidó entre cuatro hombres incluyendo a Hellman y al entonces Director Ejecutivo Robert D. HaasLa compañía redujo su deuda y mejoró sus ganancias.

## Historia de la familia
Aunque su fortuna fue en gran parte hecha por él mismo, Hellman fue el bisnieto de Isaias W. Hellman, un prominente banquero de los primeros años de California (Presidente del Wells Fargo Bank), filántropo y padre fundador de la Universidad del Sur de California. La cuñada de Isaias Hellman estaba casada con Mayer Lehman, uno de los fundadores de Lehman Brothers. La madre de Warren Hellman, la ex Ruth Koshland, era nieta de Jesse Koshland y bisnieta de Simon Koshland, pionero de los comerciantes de lana en San Francisco (un sobrino de Jesse Koshland, Daniel E. Koshland, Sr., sirvió como CEO de Levi Strauss & Co).
La familia Hellman no está relacionada con la empresa de mayonesa Hellmann's.
Hellman estaba casado con Patricia Christina "Chris" Sander; tuvieron cuatro hijos: Marco "Mick" Hellman; Frances Hellman; Judith Hellman; y Patricia Hellman Gibbs. Su hija, Frances Hellman, es la Decana de la División de Ciencias Matemáticas y Físicas de la Universidad de California en Berkeley. Su funeral se llevó a cabo en la Congregación Emanu-El de San Francisco.

## Otras afiliaciones
Hellman fue el presidente de la Junta de Fideicomisarios del Mills College de 1982 a 1992, y como resultado de las protestas revocó la decisión del colegio de ser mixto en 1990.
Hellman fue director de D.N.& E. Walter & Co. y Sugar Bowl Corporation. También fue miembro del consejo asesor de la Escuela de Negocios Walter A. Haas de la Universidad de California en Berkeley. En 2005, Hellman fue admitido en la Academia Estadounidense de las Artes y las Ciencias.
Hellman fue el principal patrocinador y proporcionó fondos para el festival de música Hardly Strictly Bluegrass en el parque Golden Gate de San Francisco.
En 2011, Speedway Meadow fue rebautizado como Hellman Hollow en honor a su historia de filantropía y participación cívica en San Francisco.
Hellman fue donante y patrocinador de Jewish Vocational Services (JVS), una organización sin fines de lucro que ayuda a las personas a transformar sus vidas a través del trabajo.
Hellman fue el presidente de la Junta Directiva de The Bay Citizen, una organización de noticias sin fines de lucro que se centra en el área de la bahía de San Francisco. The Bay Citizen fue fundada con una contribución de 5 millones de dólares de la Fundación de la Familia Hellman.
Anteriormente fue director de numerosas empresas de cartera, entre ellas Eller Media Company, NASDAQ y Young & Rubicam.
Hellman ganó el campeonato nacional de Ride and Tie racing (en su categoría de edad) cinco veces.